# Landesstelle für Aussiedler, Zuwanderer und ausländische Flüchtlinge in Nordrhein-Westfalen
Die Landesstelle für Aussiedler, Zuwanderer und ausländische Flüchtlinge in Nordrhein-Westfalen (auch Landesstelle Unna-Massen genannt) mit Sitz in Unna ist in Nordrhein-Westfalen zuständig für die Aufnahme, Betreuung und Weiterleitung von Aussiedlern und Spätaussiedlern, jüdischen und anderen Immigranten mit einem Dauerbleiberecht in Deutschland. Am 1. Januar 2008 wurde sie als Kompetenzzentrum für Integration in den Regierungsbezirk Arnsberg eingegliedert. Am 30. Juni 2009 wurde die Landesstelle geschlossen. Wegen der Überlastung des Dortmunder Asylheims am 11. Oktober 2012 reaktiviert, soll sie bis zu 400 Flüchtlinge aus den überfüllten Aufnahmestellen in NRW aufnehmen. Zurzeit werden in Unna-Massen etwa 300 Betroffene untergebracht und vom Deutschen Roten Kreuz mit den wichtigsten Gütern versorgt. Dazu sind etwa 50 Einsatzkräfte ständig anwesend. Die Betreuungsstandards aus der Zeit bis 2009 werden allerdings nicht mehr erreicht.

## Geschichte
Gegründet wurde die Landesstelle im Jahr 1946 durch die britische Militärregierung. Zu dieser Zeit hatte sie ihren Sitz noch in Siegen. Erst im Dezember 1951 wurde diese Einrichtung nach Massen verlegt. 1951 konnte die Landesstelle 1500 Plätze zur Unterbringung von Flüchtlingen bereitstellen. 1956/58 wurden diese Kapazitäten auf 2700 Plätze erweitert.
1984 wurde der Landesstelle die Durchführung des Asylverfahrensgesetzes (heutige Bezeichnung: Asylgesetz) übertragen. 1988/89 wurden die Aufnahmekapazitäten erneut aufgestockt auf 3600 Plätze. 1989, nach Wegfall der Mauer, übernahm die Landesstelle die Aufnahme und Weiterleitung der Übersiedlerinnen und Übersiedler aus der DDR. Im Jahr 1999 konnten über 2200 Kosovo-Flüchtlinge, die aufgrund der Unruhen und des Krieges im Kosovo geflüchtet waren, in der Landesstelle vorübergehend aufgenommen werden. 
Folgende Aufgaben nahm die Landesstelle wahr:
- Statusrechtliche Verfahren, soziale Entschädigung, Versorgung;
- Vermittlung von sprachlicher Kompetenz (Sprachkurse);
- Orientierungs- und Informationskurse (z. B. Arbeitsmarkt, Bildungs- und Berufsberatung)

Die Landesstelle arbeitete aus diesem Grund mit zahlreichen Verbänden der freien Wohlfahrt, kirchlichen Trägern und anderen Institutionen vor Ort zusammen wie z. B. AWO, Arbeitsagentur, DRK, OBS etc.
Von Seiten der katholischen Kirche wurde die Seelsorge vor Ort von Pastor Christian Heim wahrgenommen. Die Evangelische Kirchengemeinde Massen war durch den Kirchlich-Diakonischen Dienst in der Landesstelle Unna-Massen (KiDiLUM) unter der Leitung von Pfarrer Helge Hohmann vertreten.
Aufgrund des starken Rückgangs der Einreisewilligen wurde die Landesstelle am 30. Juni 2009 geschlossen. Aussiedler, Zuwanderer und ausländische Flüchtlinge werden nun direkt an die Kommunen in NRW verwiesen.
Die im Jahre 2009 geschlossene Einrichtung wurde am 12. Oktober 2012 wieder in Betrieb genommen. Das Deutsche Rote Kreuz wurde mit der Betreuung und Registrierung der Flüchtlinge beauftragt. Die Wiederinbetriebnahme erfolgte, nachdem die Flüchtlingserstaufnahmestelle in Dortmund im Jahr 2012 einen Aufnahmestopp aufgrund überfüllter Unterkünfte in Dortmund verhängt hatte.

Aufnahmen aus dem Bundesarchiv von 1988
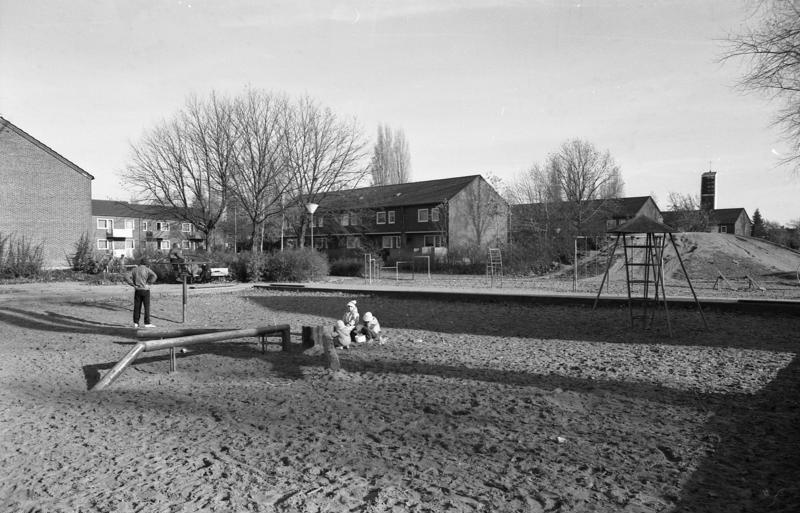
Gelände und Häuser
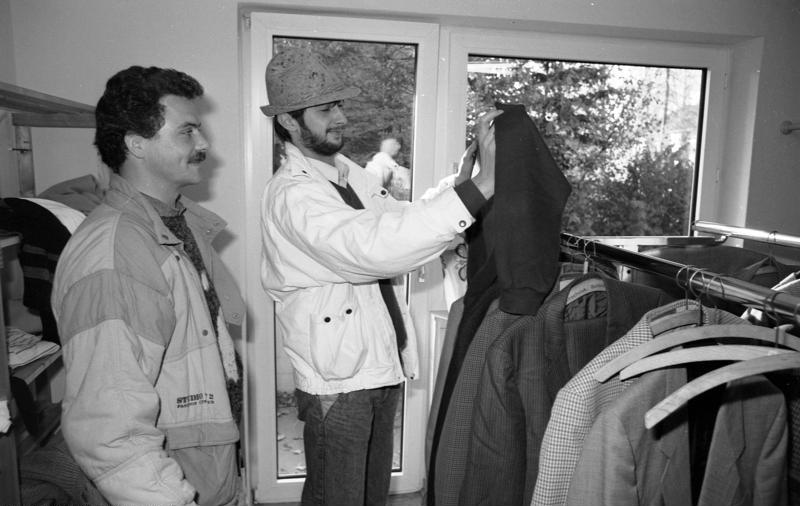
Kleidungsausgabe
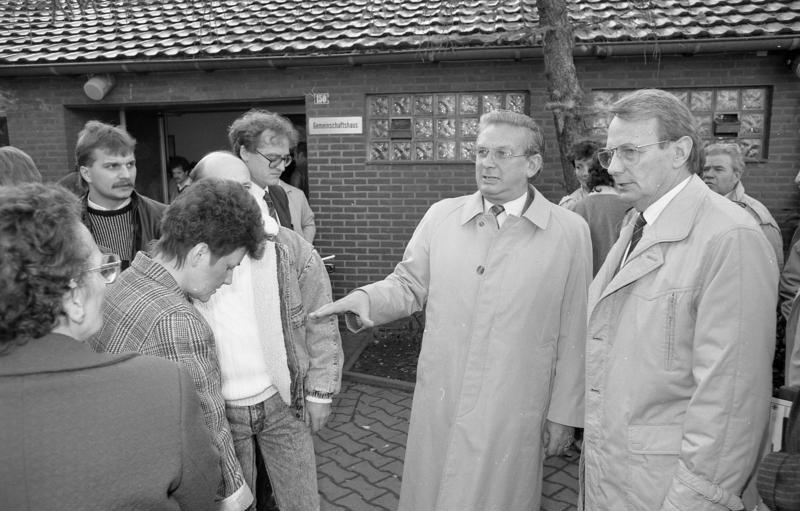
Horst Waffenschmidt (Aussiedlerbeauftragter)
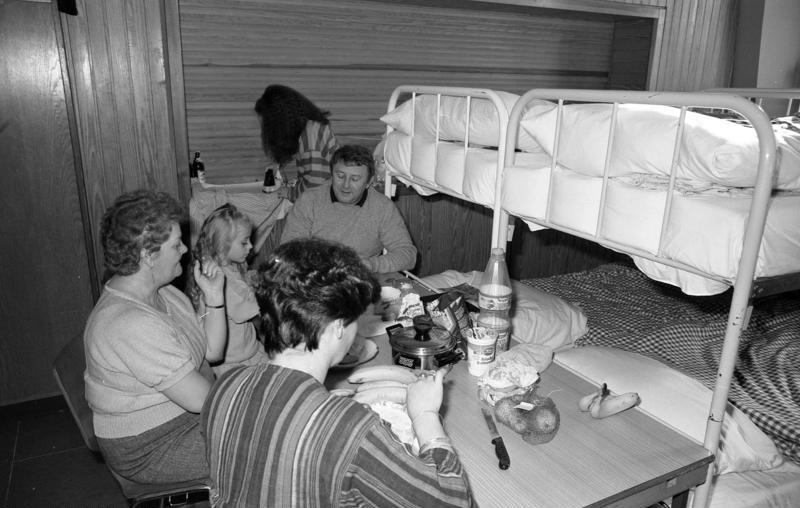
Schlafsaal